# Корнијак
Корнијак (фр. Cornillac) насеље је и општина у источној Француској у региону Рона-Алпи, у департману Дром која припада префектури Нион.
По подацима из 2011. године у општини је живело 85 становника, а густина насељености је износила 4,37 становника/km². Општина се простире на површини од 19,44 km². Налази се на средњој надморској висини од 600 метара (максималној 1.455 m, а минималној 471 m).

## Демографија
| 1962. | 1968. | 1975. | 1982. | 1990. | 1999. | 2011. |
| ----- | ----- | ----- | ----- | ----- | ----- | ----- |
| 43    | 74    | 71    | 59    | 76    | 81    | 85    |

График промене броја становника у току последњих година